# CNN+
CNN+ è stata un'emittente televisiva spagnola all-news, nata il 27 gennaio 1999 e posseduta per il 50% dalla Sogecable, proprietaria di Digital+ e per l'altro 50% dalla Time Warner, proprietaria della CNN; essa è stata una delle costole del famoso canale all-news, localizzando, però il palinsesto e trasmettendo in lingua spagnola (una delle poche regionalizzazioni fatte dalla CNN nel mondo, assieme a CNN Türk) e con programmazione che dedica molta attenzione al Paese.
Il canale è stato visibile su Astra, a 19,2° est, all'interno del pacchetto Digital+ ed attraverso la televisione digitale terrestre nel territorio spagnolo.
Il 29 dicembre 2010 il canale cessa le trasmissioni e le frequenze vengono cedute a Telecinco che dal 30 dicembre a fine marzo 2011 trasmette in diretta l'edizione spagnola del Grande Fratello sul canale dedicato Gran Hermano 24. In seguito nasce un canale destinato a un target femminile, Divinity.